# Ґодзєєво
Ґодзєєво (пол. Godziejewo, нім. Rehfeld) — село в Польщі, у гміні Велички Олецького повіту Вармінсько-Мазурського воєводства.
Населення — 28 осіб (2011).
У 1975-1998 роках село належало до Сувальського воєводства.

## Демографія
Демографічна структура станом на 31 березня 2011 року:
|          | Загалом | Допрацездатний вік | Працездатний вік | Постпрацездатний вік |
| -------- | ------- | ------------------ | ---------------- | -------------------- |
| Чоловіки | 14      | 3                  | 10               | 1                    |
| Жінки    | 14      | 1                  | 11               | 2                    |
| Разом    | 28      | 4                  | 21               | 3                    |